# Plaza de Gallos
Plaza de Gallos är en ort i Mexiko.   Den ligger i kommunen Tacámbaro och delstaten Michoacán de Ocampo, i den södra delen av landet, 250 km väster om huvudstaden Mexico City. Plaza de Gallos ligger 1 498 meter över havet och antalet invånare är 259.
Terrängen runt Plaza de Gallos är lite bergig. Runt Plaza de Gallos är det ganska tätbefolkat, med 80 invånare per kvadratkilometer. Närmaste större samhälle är Tacámbaro de Codallos, 6,8 km nordost om Plaza de Gallos. I omgivningarna runt Plaza de Gallos växer huvudsakligen savannskog.